# Volkspartei Mecklenburg-Vorpommern
Die Volkspartei Mecklenburg-Vorpommern, kurz V.P.M.V. war eine politische Kleinpartei in Mecklenburg-Vorpommern. Bei der dortigen Landtagswahl am 22. September 2002 erreichte sie 1.585 Stimmen, was 0,2 % entsprach.
Vorsitzender der Partei war Thomas Gens. Gens war von 1998 bis 2002 Mitglied der DVU. Später wurde er Bürgermeister der Gemeinde Insel Hiddensee und trat für die CDU als Direktkandidat im Landtagswahlkreis Rügen I bei der Landtagswahl in Mecklenburg-Vorpommern 2011 an.